# 美通遺跡
座標: 北緯35度34分21秒 東経138度55分59秒 / 北緯35.57250度 東経138.93306度
美通遺跡（みとおしいせき）は、山梨県都留市井倉地内に所在する遺跡。縄文時代早期・前期から後期、弥生時代前期から中期、奈良・平安時代、中世（13世紀から14世紀）の集落などが複数存在する複合遺跡と考えられている。

## 地理的・歴史的景観
所在する都留市井倉地内は県東部の山間部である郡内地方に位置する。標高は413メートルから418メートル付近。遺跡の南西方向には生出山（おいでやま）があり、井倉地区には生出神社が祀られている。東西には桂川支流の菅野川と朝日川が流れ、美通遺跡の北側で桂川に合流する。桂川流域は河川による侵食を受けた段丘が発達した地域で、美通遺跡も菅野川と朝日川に挟まれた河岸段丘上に立地している。遺跡の北側には桂川流域で最大の平坦地である大原台地がある。また、郡内地方は富士山の火山灰が厚く堆積し、火山泥流や溶岩流の影響を受けた地域で、美通遺跡からも約8000 - 8500年前に流出したと考えられている猿橋溶岩の痕跡が確認される。
都留市域における埋蔵文化財の調査は昭和戦前期から行われており、1962年（昭和37年）に実施された埋蔵文化財包蔵地調査で34箇所の遺跡が報告されたのを皮切りに数を増やし、1999年（平成11年）に山梨県教育委員会がまとめた遺跡一覧では99箇所の遺跡が集成されている。
美通遺跡の周辺では縄文時代の遺跡が多く、桂川流域の大原台地には配石遺構内から耳飾りを付けた土偶の出土した中谷遺跡があるほか、大原中溝遺跡、中溝遺跡が分布している。美通遺跡から南西の生出山東南部斜面には天正寺遺跡や日影松原遺跡、与縄日向遺跡があり、生出山山頂遺跡では弥生時代の土器片や平安時代の遺物を採取している。美通遺跡の北側では玉川遺跡、玉川金山遺跡、宮原遺跡があり、朝日川対岸の九鬼Ⅰ・Ⅱ遺跡などが分布している。

## 調査に至る経緯
2008年（平成20年）から2010年（平成22年）にかけて、一般国道139号（都留バイパス）の建設に際して発掘調査が行われた。遺跡の周辺は中央自動車道富士五湖線や富士急行線、国道139号が南北に並行して通っており、さらに県道35号と直行する。このため一帯は交通渋滞が著しく、環境改善のためバイパス建設が行われた。なお、都留バイパスの建設に際しては玉川金山遺跡や天正寺遺跡の発掘調査も実施されている。
調査は山梨県教育委員会が国土交通省関東地方整備局から委託され、山梨県埋蔵文化財センターによる発掘調査と整理作業、発掘調査報告書作成が実施された。発掘調査期間は2009年（平成21年）6月21に日から同年12月25日まで、基礎的整理作業は2010年（平成22年）1月6日から3月18日まで、本格的整理作業と報告書作成は2010年（平成22年）6月1日から2011年（平成23年）3月18日までの期間に行われた。
工事予定区域は遺跡の東側数十メートルと隣接し、遺跡の中を通過する南北600メートルのルート上の発掘調査が実施された。発掘調査に先立って2007年・2008年（平成19・20年）に工事予定区域における試掘調査が実施され遺構・遺物が確認されたため、従来の遺跡範囲に都留バイパス建設予定地を含む広範囲が追加された。

## 発掘調査と検出遺構・出土遺物
遺跡は南からA - C区に区分され、さらにB区は1 - 4など発掘年度による調査区が設けられた。

### A・C区
A区では奈良・平安時代の建物跡8軒、掘立柱建物跡3棟、土坑93基、溝状遺構36条、旧河道1流、近世期の竪穴遺構5基、ため池遺構1基などを検出している。C区では縄文時代早期から前期の竪穴建物跡1軒、集石土坑6基、平安時代の建物跡3軒、土坑116基、溝状遺構51状、焼土跡24基、13世紀から14世紀の墓と考えられている遺構2基などを検出している。A区で発見された礎板石を持つ掘立柱建物跡は類例が少ない。
A区からの出土遺物は主に土師器・須恵器で、駿東型の甕破片が多い。弥生時代の遺物では磨製石鏃などの石器や短刀などの金属製品も出土している。A区2 - 1の遺構外からは県内で四例目となる猿型土製品が出土したほか、金属製品、陶磁器類が多く出土している。
C区からは縄文時代早期後半から前期にかけての建物跡や集石土坑、平安時代の建物跡、13盛期から14世紀頃の土坑、時期不明であるが平安時代以降の土坑・溝状坑遺構多数、焼土遺構が見られる。また、C区で発見された13世紀から14世紀の墓は人骨と短刀を伴うもので、歯の科学的分析から青年に達しない年代であると鑑定されている。
平安時代の建物跡はA区とC区の離れた場所で発見され、時期的にもずれるため別の集落であると考えられている。C区の平安時代の建物跡からはスモモの核が出土している。建物跡の年代を確定する土器は見られないが、C14年代測定では1号建物跡が11世紀前半から12世紀中頃という年代を示している。

### B区
B区は主に縄文時代の集落跡・墓域で、縄文時代早期から前期初頭・前期中葉・前期後半・前期末期・中期中葉・中期後半の遺構・遺物が検出されているほか、弥生時代前期末期から中期初頭の遺構・遺物も発見された。
縄文早期から前期初頭では焼土遺構から判ノ木西型の土器が出土し、集石土坑から下吉井式の縄文土器が出土している。前期中葉では竪穴建物跡や土坑から釈迦堂Z3式土器や黒浜式土器が出土、前期後半では建物跡や土坑、焼土遺構から諸磯a・b式土器が出土、前期末期では建物跡や土坑から該期（十歳菩提式期）の土器が出土、中期中葉では建物跡や土坑から井戸尻式土器が出土、中期後半では敷石建物跡から曽利Ⅳ式時が出土した。弥生前期末期から中期初頭では土坑墓から該期の土器・石器が出土した。
B区の縄文前期中葉の土坑からは釈迦堂Z3式の土器が出土し、上層には集石がみられる土坑も検出している。縄文中期中葉の建物跡からは土偶の足部が出土し、中期後半の敷石建物跡からは曽利Ⅳ式の壺形土器が出土した。弥生前期の土坑墓からは甕形土器とともに石鏃や打製石斧が出土している。

### D区
山梨県立博物館では2010年（平成22年）から2013年（平成25年）にかけて「日韓内陸地域における雑穀濃厚の起源に関する科学的研究」を実施し、レプリカ・セム法により植物圧痕やプラント・オパールの分析を実施した。美通遺跡では、2011年（平成23年）に発掘調査が行われた遺跡北東端のD区に位置する縄文時代前期後半の環状配石から出土した諸磯a式土器をレプリカ・セム法により観察した。これによりシソ属の圧跡が検出され、エゴマである可能性が指摘されている。
山梨県を含む中部高地では山梨県北杜市大泉町西井出の天神遺跡、長野県南佐久郡南相木村の大師遺跡から検出されている。山梨県内では笛吹市御坂町竹居・八代町竹居の花鳥山遺跡から縄文前期後葉の炭化種実が検出されており、縄文中期では北杜市大泉町の寺所第2遺跡からの出土事例がある。シソ属は食用のほか灯用・漆製品の作製に用いる油としての利用も考えられている。

### 猿橋溶岩
また、C区北側の端など約8000年前に富士山から流れた猿橋溶岩の溶岩流跡が随所に渡って見られ、B区1調査区においてはほとんどが溶岩によって覆われていた。